# Fuente (Castropol)
Fuente (oficialmente y en asturiano: A Fonte) es una aldea de la parroquia de Tol, concejo de Castropol, en la comarca del Eo-Navia, Principado de Asturias, España. Tiene una población de 16 habitantes (INE 2023).